# John Weir
Pour les articles homonymes, voir Weir.
Ne doit pas être confondu avec Jean Wier.
John Weir, né le 19 octobre 1879 à Paisley en Écosse et mort le 17 avril 1971, est un médecin et homéopathe de plusieurs monarques du XXe siècle.

## Biographie
Il fait ses études de médecine à l'Université de Glasgow où il obtient ses diplômes de Bachelor of Medicine et Bachelor of Surgery en 1907, puis fait une année sabbatique à Chicago sous la tutelle de James Tyler Kent au Hering Medical College (1908-1909).
Le Dr Weir porta le titre de Médecin royal des rois George V, Édouard VIII, George VI, de la reine Élisabeth II et du roi Haakon VII dont la femme Maud de Galles était la plus jeune fille du roi Édouard VII.